# 酸度调节剂
酸度调节剂，或pH值控制剂，使用来调整或保持pH值（酸或碱）的一种食品添加剂。酸度调节剂可以是有机酸或无机酸，碱, 中和剂或 缓冲剂。 
酸度调节剂由其E编码标识，如E260 (乙酸)，或列在"食品酸度剂"下。
经常使用的酸度调节剂是柠檬酸，乙酸和乳酸。